# Боге
Боге (фр. Bosgouet) насеље је и општина у северној Француској у региону Горња Нормандија, у департману Ер која припада префектури Берне.
По подацима из 2011. године у општини је живело 612 становника, а густина насељености је износила 64,08 становника/km². Општина се простире на површини од 9,55 km². Налази се на средњој надморској висини од 140 метара (максималној 138 m, а минималној 69 m).

## Демографија
| 1962. | 1968. | 1975. | 1982. | 1990. | 1999. | 2011. |
| ----- | ----- | ----- | ----- | ----- | ----- | ----- |
| 323   | 353   | 422   | 524   | 569   | 548   | 612   |

График промене броја становника у току последњих година